# Кандиба Віра Антонівна
Ві́ра Анто́нівна Канди́ба (до шлюбу Свадко́вська; 8 листопада 1881 — 5 січня 1948) — українська педагогиня. Дружина українського письменника Олександра Олеся, мати українського поета, археолога і політичного діяча Олега Ольжича.

## Біографія
Походила з українсько-білорусько-грецької родини. Батько — надвірний радник Антон Юхимович Свадковський — оселився на Волині на початку 1860-х років. Він служив акцизним чиновником, мировим посередником у Новограді-Волинському, Старокостянтинові. Зокрема, у 1890–1905 роках родина Свадковських мешкала у Новограді-Волинському, де Антон Юхимович від 1890 року працював головою з'їзду мирових посередників. Мати, дочка колезького асесора Варвара Іванівна Непорожня, виховала з батьком восьмеро дітей. Батько часто переїжджав з місця на місце, а по виході у відставку осів, як і багато інших чиновників, у губернському центрі — Житомирі.
Віра закінчила історико-філологічний відділ Вищих жіночих курсів у Санкт-Петербурзі. 
1907 року Олександр Іванович Кандиба та Віра Антонівна Свадковська взяли шлюб. Про це 4 січня 1907 року Віра Антонівна повідомляла своїх батьків:
| До Петербургу приїхав Саша, і ми вирішили, висловлюючись коротко, повінчатися. Нехай не здасться це експромтом: усе рано чи пізно знаходить свій кінець. Дуже шкода, що не довелося бачиться з вами, поговорити: не хотіла б я, що б у душі у вас народилося хоча б найменший почуття невдоволення проти нас, що все, ніби, зроблено без вашого відома й ради. Якби була можливість побувати в Житомирі, не проминула б зробити це, тому що дуже люблю всіх вас і засмучувати дорогих людей мені самій було би занадто боляче. |
Віра Антонівна викладала мови, втім, за спогадами, «українською так до пуття й не оволоділа, що було предметом родинних жартів».
1923 року Віра Антонівна із сином Олегом виїхала з України до Берліна — до чоловіка, який покинув Україну раніше. З Берліна родина Кандибів переїхала до Чехословаччини і оселилася в селі Горні Черношіце поблизу Праги.
Віра Кандиба працювала вихователькою українського притулку в місті Подєбради. 29 жовтня 1933 року в цьому притулку було проведено день голоду й смутку. Віра Антонівна та інші виховательки цілий день не їли і розказували дітям, що «цей день присвячений голодним братам і сестрам на Україні, що тисячами-мільйонами вмирають від голоду».
Олександра та Віру Кандибів було поховано в Празі на Ольшанському цвинтарі. Там була і символічна могила їхнього сина Олега.
За чеськими законами, після поховання родичі або друзі померлих повинні платити ренту за місце на кладовищі. До недавнього часу ренту (20 тисяч чеських крон на 10 років) за могилу платив виходець з України Володимир Михайлишин, що був громадянином Чехії. Після його смерті син вирішив поховати батька на могилі Олександра Олеся та Віри Кандиби. 3 січня 2017 року останки Віри Антонівни та її чоловіка були ексгумовані. 
13 січня 2017 року влада Чехії дозволила передачу Україні ексгумованих останків українського письменника Олександра Олеся.
18 січня 2017 Кабінет Міністрів України прийняв розпорядження, яким вирішено «Перепоховати останки видатного українського письменника Олександра Олеся та його дружини Віри Антонівни Кандиби на території державного історико-меморіального Лук’янівського заповідника в м. Києві» (50°28′10.05″ пн. ш. 30°27′16.7″ сх. д. / 50.4694583° пн. ш. 30.454639° сх. д.).
Перепоховання відбулося 29 січня 2017 року після панахиди у Володимирському соборі.

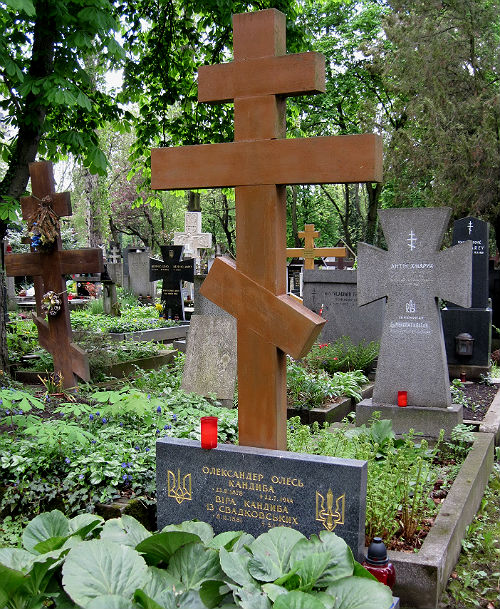
Могила Олеся на Ольшанському кладовищі. Травень 2010 року
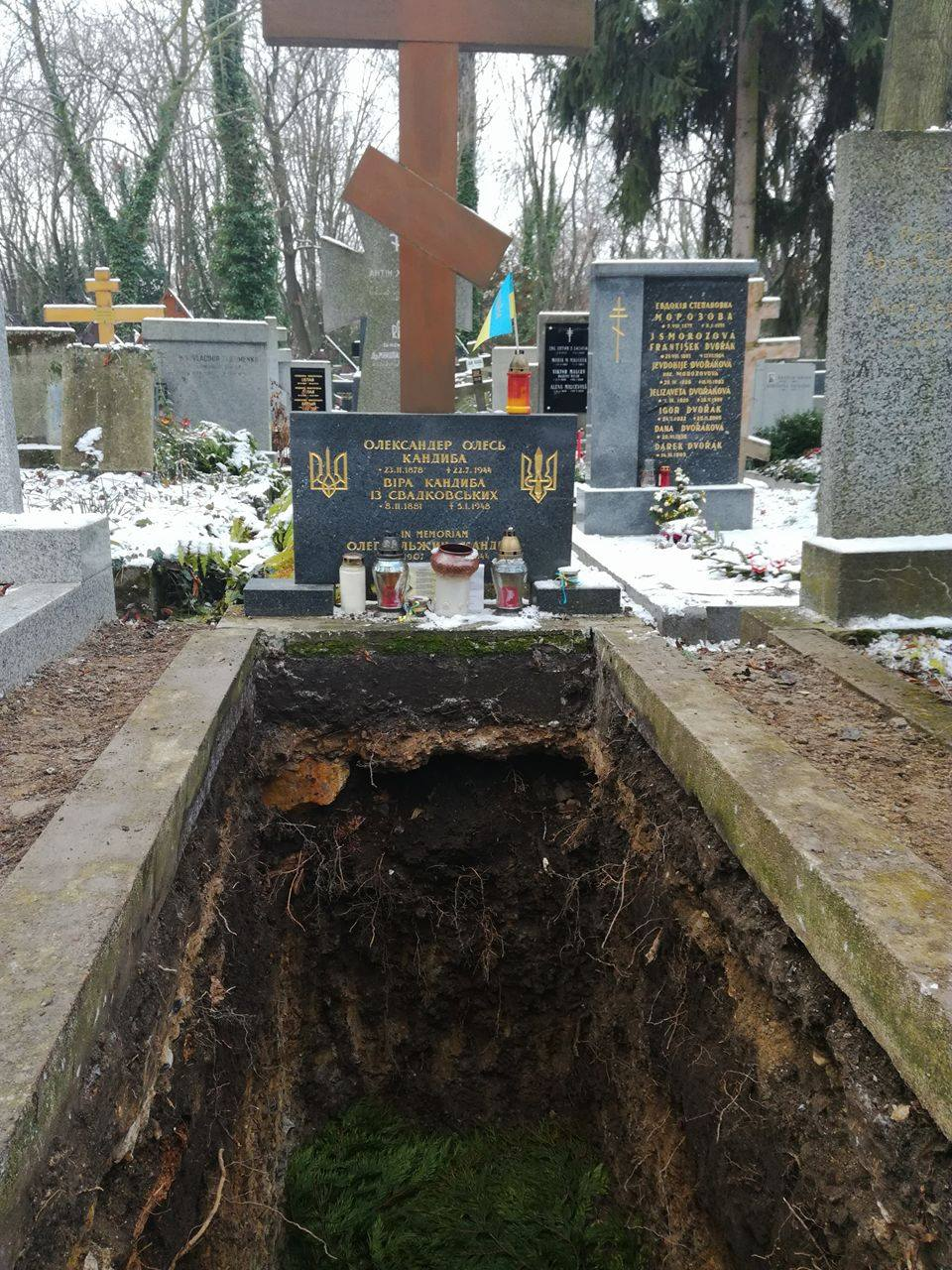
Місце поховання Олеся після ексгумації, 3 січня 2017 року
Могила Олеся і його дружини одразу після перепоховання в Києві, 29 січня 2017 року
Могила Олеся і його дружини з надгробком